# 500 lire "Leopardi"
Le 500 lire Giacomo Leopardi sono una moneta commemorativa in argento la cui emissione fu tardivamente autorizzata con D.P.R. 18 gennaio 1988. Il valore nominale è di 500 lire ed è dedicata al 150º anniversario della morte di Giacomo Leopardi. Tale moneta venne coniata appositamente per essere inserita solo ed esclusivamente nel cofanetto della serie annuale del 1985.

## Dati tecnici
Al dritto è riprodotto il ritratto di Giacomo Leopardi realizzato dal Ferrazzi ed esposto nella casa natale del poeta a Recanati, lungo il quale si legge, in basso a sinistra, il nome dell'autore SOCCORSI; in giro è scritto "REPUBBLICA ITALIANA".
Al rovescio lungo l'asse è raffigurata una giovane donna dalle cui mani si riversano petali di rosa, allegoria della lirica leopardiana, a sinistra si trova la data, mente l'indicazione del valore e, sotto di essa, ed il segno di zecca R sono a destra. In giro è riportato il verso di "A Silvia" "ERA IL MAGGIO ODOROSO".
Nel contorno: in rilievo, "GIACOMO LEOPARDI 1837 - 1987"
Il diametro è di 29 mm, il peso di 11 g e il titolo è di 835/1000
La moneta, così come l'intera serie divisionale in cui è inserita, è presentata nella duplice versione fior di conio e fondo specchio, rispettivamente in 57.500 e 10.000 esemplari.